# Х-35
Х-35 «Звезда» (укр. «Зірка», «Виріб 78», Індекс ГРАУ — «3М24»; код НАТО AS-20 «Kayak»/SS-N-25 «Switchblade») — радянська, російська турбореактивна дозвукова крилата протикорабельна ракета. Може бути запущена з літаків, гелікоптерів, надводних кораблів (ракетний комплекс 3К24 «Уран») і берегових мобільних ракетних комплексів (3К60, «Бал», код НАТО — SSC-6 «Sennight»). Призначена для знищення кораблів водотоннажністю до 5 000 тонн. Корабельні та берегові версії запускають за допомогою стартового прискорювача.

## Розвиток
Роботи над створенням Х-35 «Звезда» розпочато в 1983 році постановою Ради Міністрів СРСР і ЦК КПРС СРСР про озброєння кораблів середньої тоннажу. 

## Дизайн

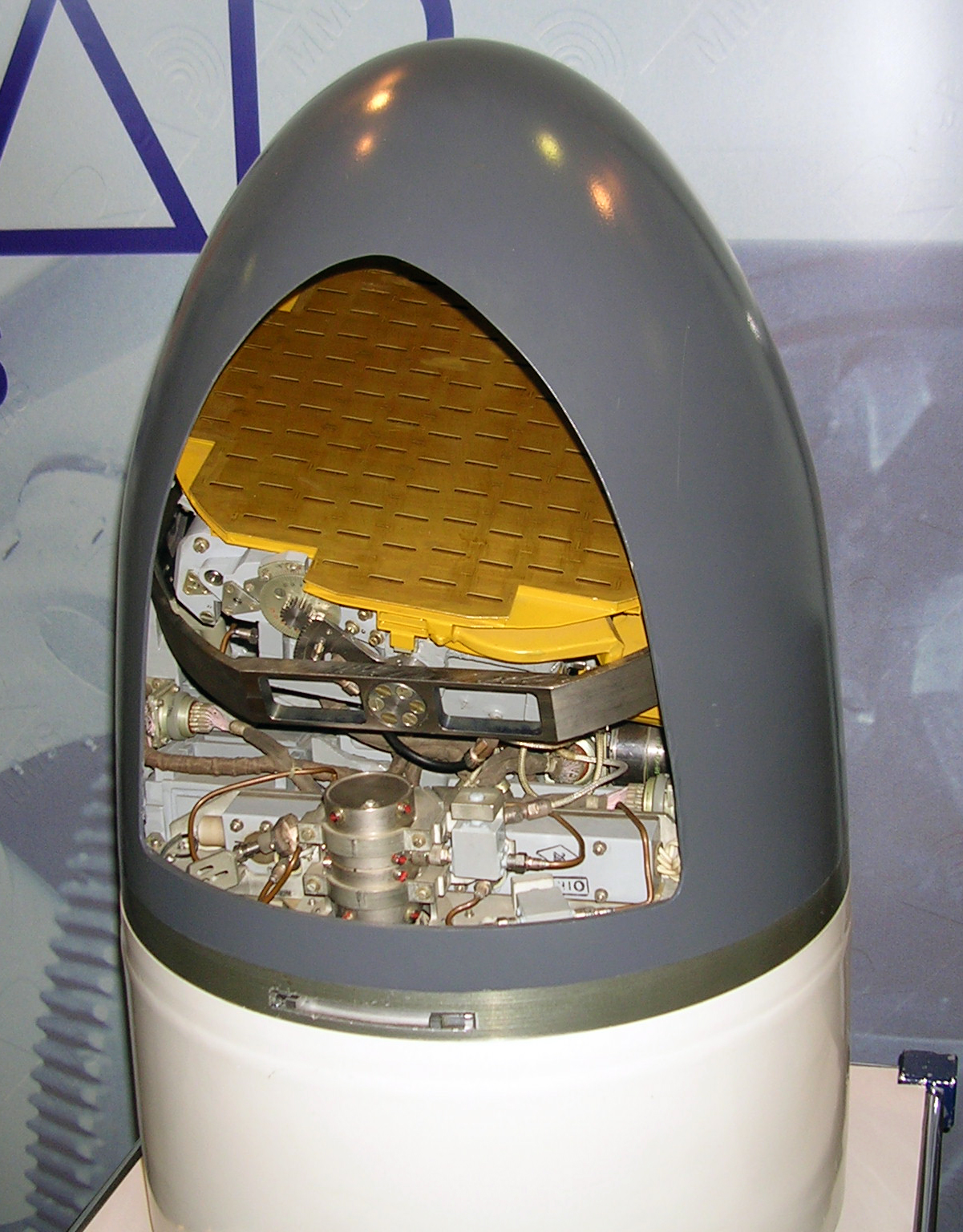

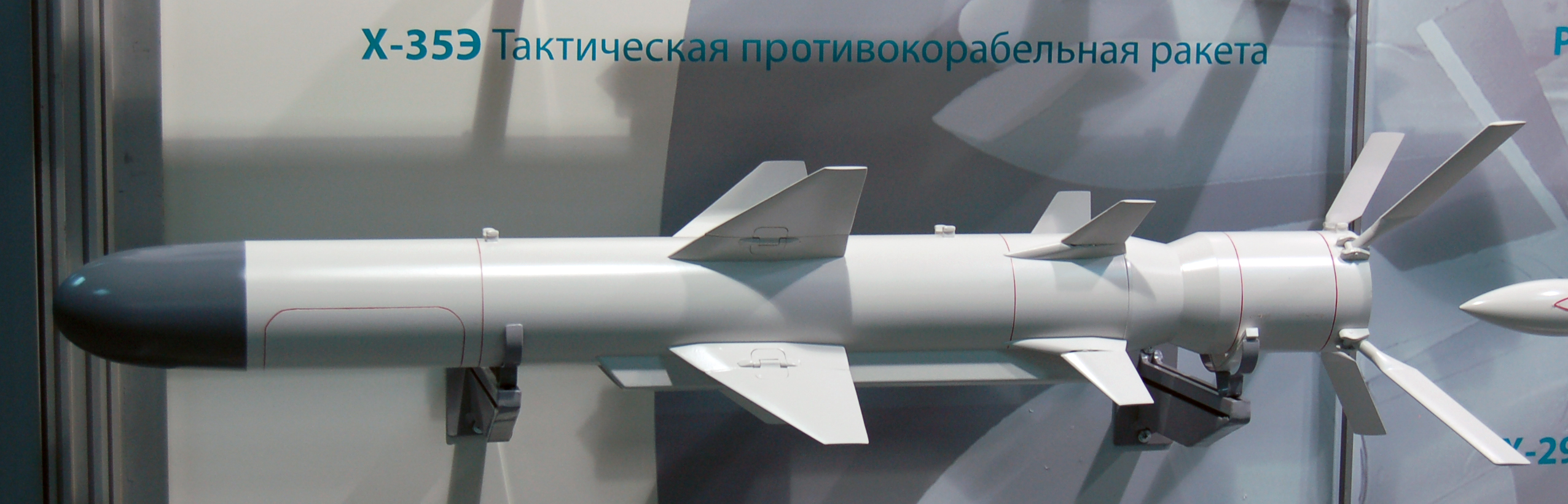

Ракета Х-35 є дозвуковою зброєю звичайної аеродинамічної конфігурації з хрестоподібними крилами та оперенням та напівзануреним повітрозабірником. Силовою установкою є турбовентиляторний двигун. Ракета наводиться до своєї цілі на кінцевому відрізку траєкторії за допомогою команд, що надходять від активної радіолокаційної головки самонаведення та радіовисотоміра.
Дані цілевказівки можуть ввести в ракету з літака-носія, корабля або зовнішніх джерел. Дані польотного завдання вводять у систему управління ракетою після введення координат цілі. Інерційна система керує ракетою в польоті, стабілізує її на заданій висоті та направляє в зону розташування цілі. На певній дальності від цілі головка самонаведення вмикається для пошуку, захвату та відстеження цілі. Потім інерційна система управління повертає ракету на ціль і змінює висоту її польоту на надзвичайно малу. На цій висоті ракета продовжує процес наведення за даними, що надходять від головки самонаведення та інерційної системи керування, доки вона не влучить у ціль. 
Х-35 можуть застосовувати в добрих і несприятливих погодних умовах, при хвилюванні моря до 5-6 балів, удень і вночі, під вогнем і радіоелектронною протидією противника. Її аеродинамічна конфігурація оптимізована для високої дозвукової швидкості надмалої висоти польоту, щоб забезпечити характеристики зниження помітності ракети. Ракета має низьку ЕПР завдяки малим розмірам, можливості надмалої висоти польоту та спеціальному алгоритму наведення, що забезпечує високобезпечні режими роботи активного радіолокаційного самонаведення.
Її активна радіолокаційна ГСН АРГС-35 працює як у режимах одиночного, так і багаторазового запуску ракет, захоплюючи та фіксуючи цілі на максимальній дальності до 20 км. Нова радіолокаційна система самонаведення була розроблена Радар ММС і замінить існуючу радіолокаційну систему пошуку АРГС-35E у X-діапазоні.
| [ 5 ] [ 8 ]                                        | Х-35                       | Х-35У                                                     |
| -------------------------------------------------- | -------------------------- | --------------------------------------------------------- |
| Довжина: Корабель / Сухопутний / Гертоборний Літак | 4,4 м 3,85 м               | 4,4 м 3,85 м                                              |
| Діаметр                                            | 0,42 м                     | 0,42 м                                                    |
| Розмах крил                                        | 1,33 м                     | 1,33 м                                                    |
| Вага: корабель/наземний Літак Геліборн             | 620 кг 520 кг 610 кг       | 670 кг 550 кг 650 кг                                      |
| Наведення                                          | Інерційний, активний радар | Інерційна, супутникова навігація, активний/пасивний радар |
| Діапазон                                           | 130 км                     | 7-260 км                                                  |
| Дальність шукача                                   | 20 км                      | 50 км                                                     |
| Швидкість                                          | 0,8 Мах                    | 0,8-0,85 Мах                                              |
| Крейсерська висота Висота терміналу                | 10–15 м 4 м                | 10–15 м 4 м                                               |
| Боєголовка                                         | 145 кг HE пенетратор       | 145 кг проникаючий фугас                                  |

## Операційна історія
Ракета Х-35 надійшла на озброєння у 2003 році. У липні 2003 року створена «Корпорацією тактичних ракет» система пройшла державні випробування та почала надходити на озброєння кораблів ВМФ Росії. Загальноприйнято, що за критерієм «економічність» «Уран-Е» є однією з найкращих систем у світі. Її також придбала Індія. Берегова ракетна система «Бал» показала чудові результати на державних випробуваннях восени 2004 року і прийнята на озброєння у 2008 році. Випробування модернізованої ракети Х-35УЕ були завершені станом на червень 2021 року
Система «Бал» має чотири самохідні пускові установки, кожна з яких несе вісім ракет, що становить 32 ракети в залпі, плюс перезарядки для ще однієї хвилі. Пускова установка може розташовуватися на відстані до 10 км від узбережжя і вражати цілі на дальності до 120 км. В даний час система «Бал» оснащена модернізованою версією Х-35Е, збільшуючи дальність стрільби до 300 км.
На IMDS 2019 вперше представили нову версію російської системи берегової оборони Бал-Е. Чотиритрубна «Рубіж-МЕ», призначена для експортного ринку, базується на шасі Камаз 63501 8×8, яке компактніше МЗКТ-7930 оригінального «Бал-Е».
Як повідомило 19 жовтня 2021 року інформаційне агентство ТАСС, нова ракета берегового ракетного комплексу «Бал», розроблена та виготовлена корпорацією Tactical Missile Armament Corporation (KTRV), дозволить вражати цілі на відстані понад 500 км. Нові можливості комплексу зробили його порівнянним за дальністю та можливістю ведення вогню по землі з ракетним комплексом «Бастіон» за допомогою надзвукової ракети «Онікс», повідомило джерело в ОПК.

## Бойове застосування

### Російсько-українська війна
Рано-вранці 23 квітня 2022 року війська РФ обстріляли ракетою Х-35 з берегового комплексу «Бал» місто Миколаїв.
Ракети Х-35 та П-800 з відповідних берегових ракетних комплексів російський агресор неодноразово застосовував для знищення інфраструктури зберігання та експорту аграрної продукції з України.

## Варіанти

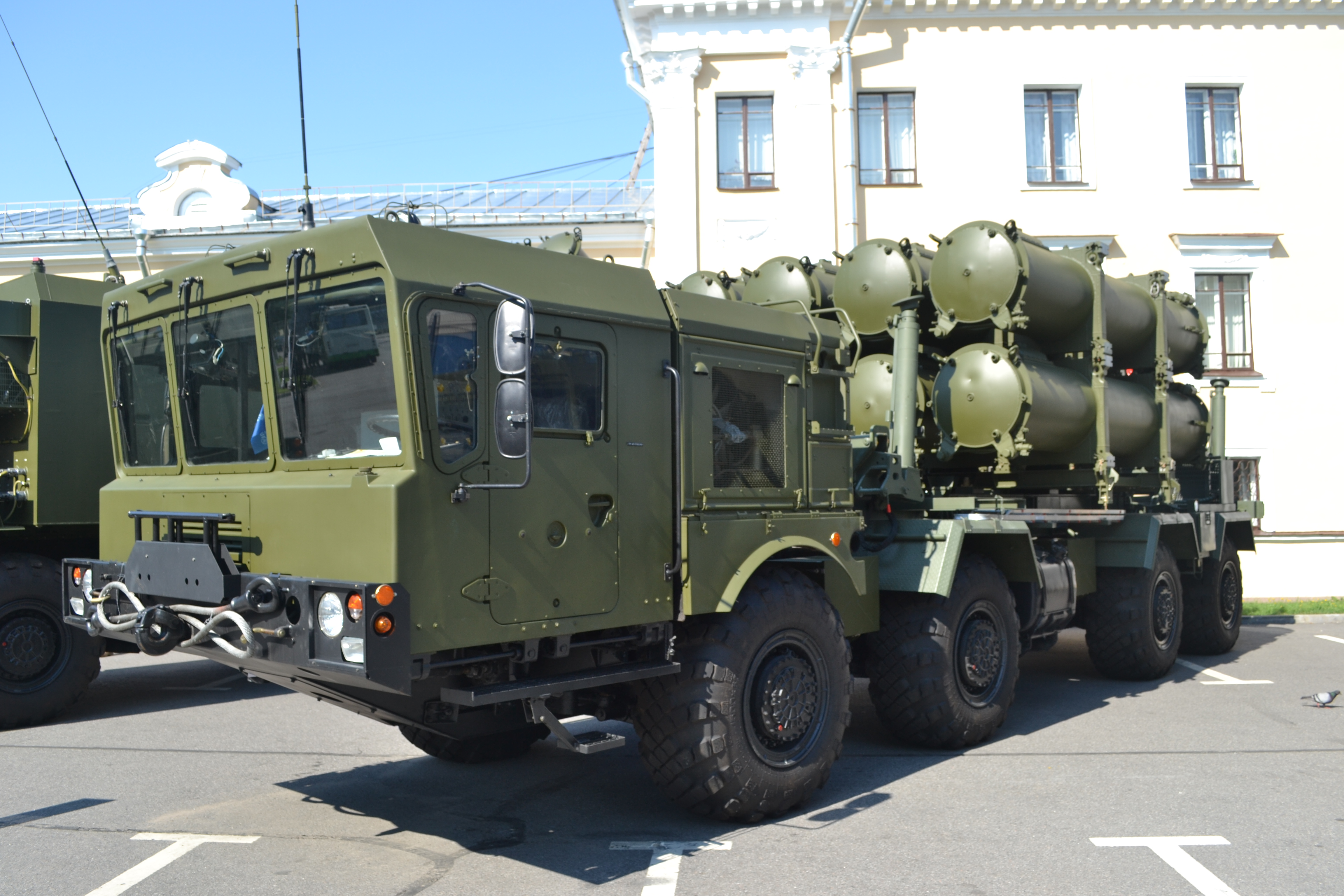
«Бал» — береговий мобільний ракетний комплекс

- Х-35 (3М-24) — Базовий військово-морський варіант для Росії (2003).[5]
- Х-35Е (3М-24Е) — експортний варіант Х-35 (1996 р.).
- Х-35У — уніфікована ракета модернізації бази (можна використовувати з будь-яким носієм), версія для Росії у виробництві (станом на 1 липня 2015 року).[8][20] Здатна вражати наземні цілі.
- Х-35УЕ[21] — експортний варіант Х-35У, що випускається.[22]
- Х-35В — версія для Росії, запущена з гелікоптера.
- 3М-24ЕМВ — експортний варіант ракети-мішені Х-35 без бойової частини для В'єтнаму.[22]
- Х-35 Уран/Уран-Е (СС-Н-25 'Switchblade', 3M-24) — Корабельне обладнання системи управління з ракетою Х-35/Х-35Е.[23]
- Bal/Bal-E — Прибережний (SSC-6 Sennight) ракетний комплекс з ракетами Х-35/Х-35Е (2008 р.).
- KN-09 Kumsong/GeumSeong-3 (Venus 3 금성3호 金星3号) — KN0v 0x 01, KN19 Представлена північнокорейська копія Х-35У. Kumsong-3 є північнокорейським внутрішнім варіантом / клоном Х-35, ймовірно, на основі Х-35У через дальність.[24] Продемонстрований діапазон у 2017 році, тест 8 червня становить 240 км.[25]
- Х-37 або Х-39 — можлива назва варіанту з ядерним наконечником.
- VCM-01 — в'єтнамська ракета[26]

## Оператори

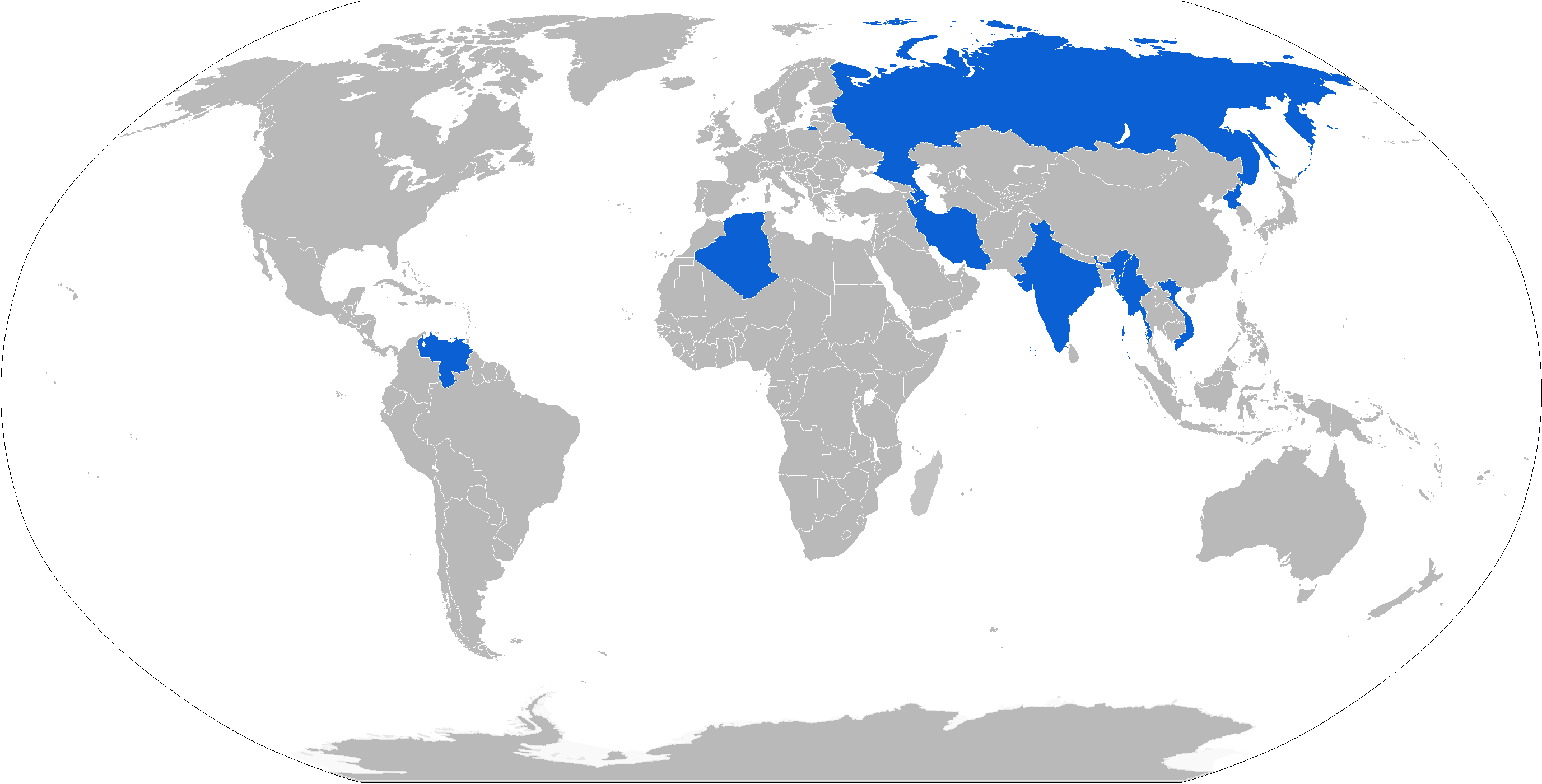
Карта з операторами Х-35 синього кольору

### Діючі оператори
- Алжир[27]
- Індія
- Іран
- М'янма
- Північна Корея — похідна Kh-35U Kumsong / GeumSeong-3 (Венера 3) 금성3호 金星3号.[28]
  - Мобільна система берегової оборони (протикорабельна) КН-19 на гусеничному шасі.
  - Вважають, що також можна запустити з Іл-28 /Н-5 через ракети, які зберігають на аеродромі Уйджу, де є ці бомбардувальники.[29]
- Росія — 112 Х-35 (3М-24), поставлені в 2009—2010 роках.[30]
  - берегові ракетні бригади, розгорнуті ВМС Росії:
    - 11-та бригада Чорноморського флоту, Юташ, Краснодар
    - 46-та окрема дивізія Каспійської флотилії, Дагестан
    - 15-та бригада Чорноморського флоту, Севастополь, Крим
    - 72-й полк Тихоокеанського флоту, Смоляніново, Приморський край
    - Щонайменше один комплекс доставили до Західного військового округу в середині 2016 року.[31]
    - Два ракетні комплекси «Бал» поставлені у 2017 році та ще один у листопаді 2018 року для Чорноморського флоту Росії.[32][33][34] Ще три системи у 2019 та 2020 роках для PF, CFl та BF.[35][36]
    - Розгортання перенесли  на півострів Середній у 2019 р.[37]

  - З 2014 року ВПС Росії придбали невідому кількість ракет Х-35У, інтегрованих із винищувачами Су-35С і винищувачами-бомбардувальниками Су-34.[38][39][40]
- Венесуела — прибережний ракетний комплекс Bal.
- В'єтнам — 198 ракет Х-35Е поставлено у 2001—2015 роках. Місцеву похідну, позначену як VCM-01, розробляє «Viettel».[26]

### Не вдалося використати
- Азербайджан — розгортання берегового ракетного комплексу «Бал» призупинено[41]